# Greigite
La greigite est une espèce minérale de formule FeIIFeIII2S4. Ce minéral est l'équivalent soufré de la magnétite FeIIFeIII2O4. Ses propriétés magnétiques sont utilisées par certaines bactéries magnétotactiques, qui synthétisent des nanocristaux de greigite afin de s'orienter le long des lignes du champ magnétique terrestre.

## Historique de la description et appellations

### Inventeur et étymologie
La greigite a été décrite en 1964, et doit son nom à Joseph W. Greig (1895-1977), minéralogiste et physico-chimiste à l'université d'État de Pennsylvanie.

### Topotype
Le gisement topotype se trouve dans le comté de San Bernardino (Californie, États-Unis), près du carrefour Kramer-Four Corners (zh). Les échantillons types sont déposés au National Museum of Natural History (Washington, États-Unis) sous les numéros 117 502 et 136 415.

### Synonymes
Le terme melnikovitic pyrite a été employé pour décrire un mélange de sulfures de fer que l'on trouve dans certains résidus de minerais. Il a été démontré par la suite que ce mélange contenait de la pyrite FeS2, de la mackinawite (Fe,Ni)1+xS (0<x<0,11), de la greigite et des hydroxyde de fer. Du fait de la confusion autour du terme melnikovitic, l'Association internationale de minéralogie décida que la greigite serait le nom officiel de la spinelle soufrée de fer.

## Caractéristiques physico-chimiques

### Critères de détermination
La greigite se présente généralement sous la forme de très petits cristaux, de l'ordre du micro ou du millimètre. C'est un minéral de couleur rose pâle, noire sous forme de poudre finement divisée. Elle cristallise généralement sous forme de sphères octaédriques, plus rarement cubiques, à faces courbes enchevêtrées d'environ 0,5 mm, ainsi que sous forme de minuscules grains très fins.
La greigite est un minéral peu tendre, avec une dureté qui varie de 4 à 4,5 sur l'échelle de Mohs (rayable facilement avec un couteau). Elle se décompose au-dessus de 282 °C en pyrrhotite Fe1-xS (0<x<0,20) et en pyrite FeS2. La greigite est fortement magnétique, comme la magnétite Fe3O4, son équivalent oxygéné. Ceci explique la tendance des grains à former des agrégats lors du processus de séparation.

### Composition chimique
La greigite, de formule Fe3S4, a une masse moléculaire de 295,80 u. Elle est donc composée des éléments suivants :
| Élément | Nombre (formule)   | Masse des atomes (u) | % de la masse moléculaire |
| ------- | ------------------ | -------------------- | ------------------------- |
| Fer     | 3                  | 55,85                | 56,64 %                   |
| Soufre  | 4                  | 32,07                | 43,36 %                   |
|         | Total : 7 éléments | Total : 295,80 u     | Total : 100 %             |

Les impuretés souvent rencontrées dans la greigite sont le cuivre, le cobalt et le nickel.

### Cristallochimie
Selon la classification de Strunz, la greigite fait partie de la classe des sulfures et sulfosels (II), plus précisément des sulfures métalliques (2.D) de stœchiométrie métal:soufre 3:4 (2.DA).
| Minéral         | Formule                 | Groupe ponctuel | Groupe d'espace |
| --------------- | ----------------------- | --------------- | --------------- |
| Bornhardtite    | Co3Se4                  | m3m             | Fd3m            |
| Cadmoindite     | CdIn2S4                 | m3m             | Fd3m            |
| Carrollite      | Cu(Co,Ni)2S4            | m3m             | Fd3m            |
| Cuprokalininite | CuCr2S4                 | m3m             | Fd3m            |
| Cuprorhodsite   | (Cu,Fe)Rh2S4            | m3m             | Fd3m            |
| Daubréelite     | FeCr2S4                 | m3m             | Fd3m            |
| Ferrorhodsite   | (Fe,Cu)(Rh,Ir,Pt)2S4    | m3m             | Fd3m            |
| Fletchérite     | Cu(Ni,Co)2S4            | m3m             | Fd3m            |
| Florensovite    | (Cu,Zn)Cr1,5Sb0,5S4     | m3m             | Fd3m            |
| Greigite        | Fe3S4                   | m3m             | Fd3m            |
| Indite          | FeIn2S4                 | m3m             | Fd3m            |
| Kalininite      | ZnCr2S4                 | m3m             | Fd3m            |
| Linnaéite       | Co3S4                   | m3m             | Fd3m            |
| Malanite        | Cu(Pt,Ir)2S4            | m3m             | Fd3m            |
| Polydymite      | Ni3S4                   | m3m             | Fd3m            |
| Siegénite       | CoNi2S4, NiCo2S4        | m3m             | Fd3m            |
| Trüstedtite     | Ni3Se4                  | m3m             | Fd3m            |
| Tyrrellite      | Cu(Co,Ni)2Se4           | m3m             | Fd3m            |
| Violarite       | FeNi2S4                 | m3m             | Fd3m            |
| Xingzhongite    | (Pb,Cu,Fe)(Ir,Pt,Rh)2S4 | m3m             | Fd3m            |

Selon la classification de Dana, la greigite se trouve dans la classe des sulfures (classe 02), incluant les séléniures et les tellurures de formule AmBnXp, avec (m+n):p = 3:4 (02.10), et plus précisément dans le groupe de la linnaéite (02.10.01).

### Cristallographie
La greigite est l'analogue structurale soufrée de la magnétite. Son groupe d'espace est Fd3m et son groupe ponctuel de symétrie m3m. La maille conventionnelle cubique contient Z = 8 unités formulaires Fe3S4 et le paramètre cristallin est a = 9.876 Å (V = 963,3 Å3). Les atomes de fer sont partagés entre deux types de sites, 8 atomes de fer dans les sites A tétraédriques et 16 dans les sites B octaédriques. Dans une structure de type spinelle, cet arrangement suggère une formule de type AB2S4, dans laquelle A = FeII et B = FeIII. Cependant, des calculs d'orbitales moléculaires montrent que les sites B octaédriques sont un mélange de FeII et de FeIII, ce qui tend vers une structure de type spinelle inverse A(AB)S4, ou FeII(FeIIFeIII)S4. La structure de la greigite peut être vue comme cubique à faces centrées, avec les atomes de soufre situés aux 8 sommets d'un cube et au centre de chacune des faces de ce cube, les atomes de soufre étant reliés entre eux par les atomes de fer. Sa masse volumique apparente mesurée (4,049 g/cm3) est très sensiblement égale à sa masse volumique apparente calculée (4,079 g/cm3).

Structure de la gregite vue le long de la direction [110]
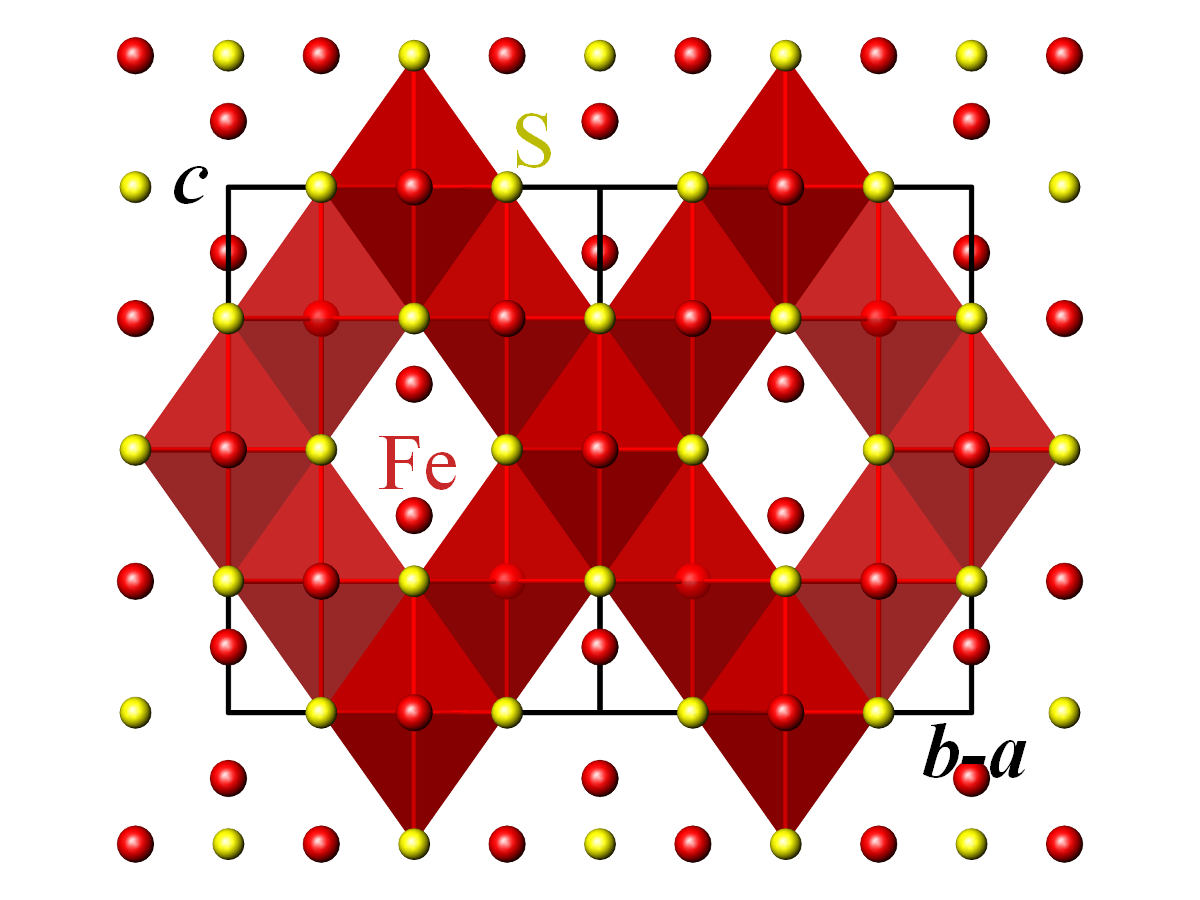
Octaèdres FeS6
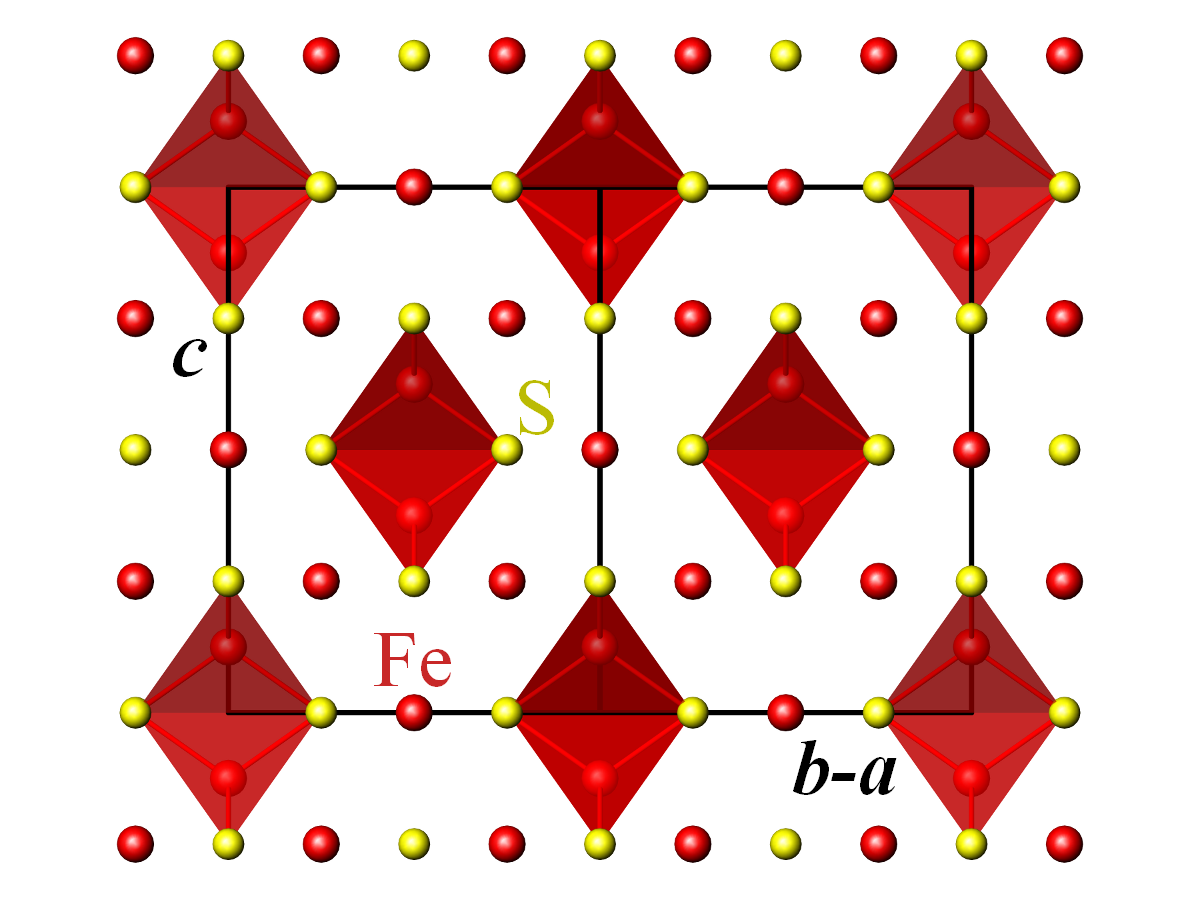
Tétraèdres FeS4
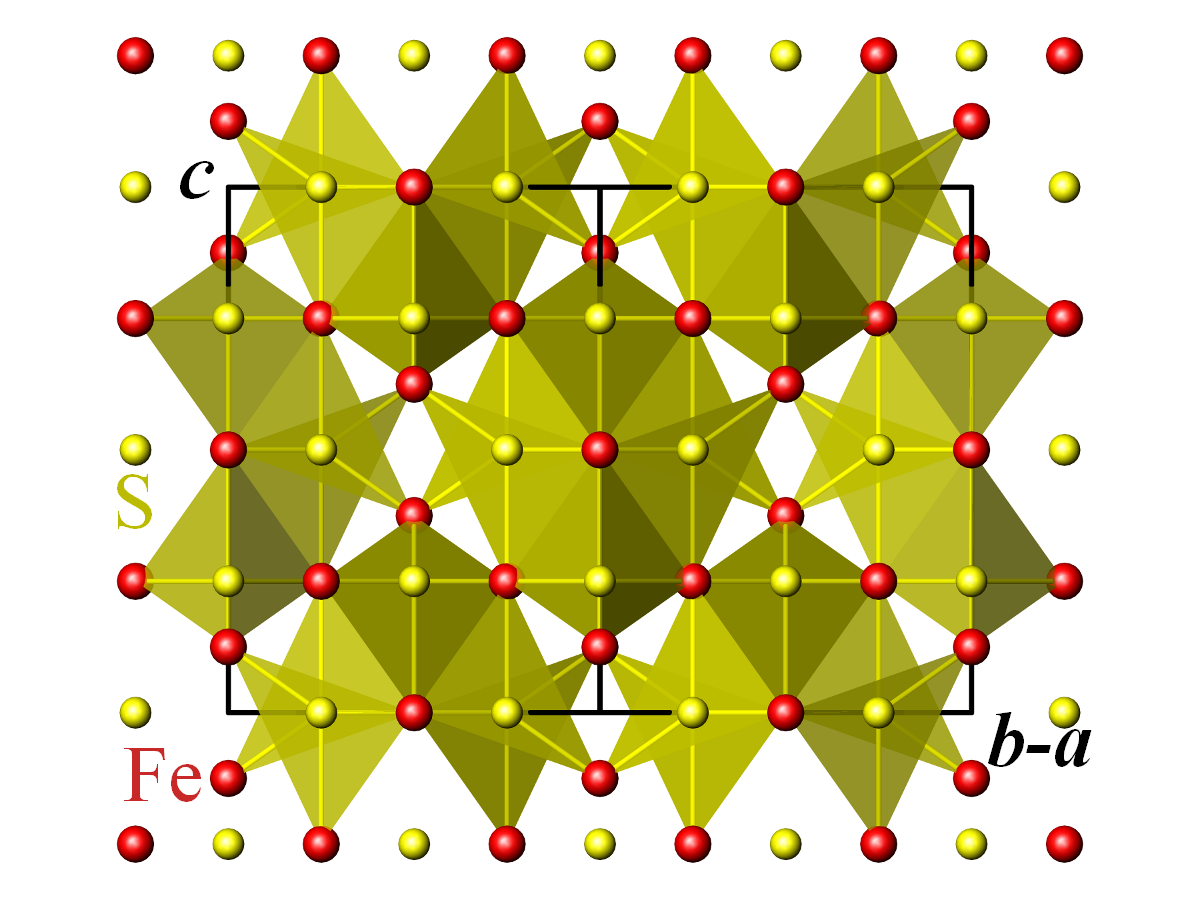
Tétraèdres SFe4

### Propriétés physiques

#### Magnétisme
La greigite est ferrimagnétique. Le moment magnétique de spin des fers des sites tétraédriques est orienté dans la direction opposée de celui des fers des sites octaédriques, mais leurs amplitudes étant différente il en résulte une aimantation spontanée du matériau. La température de Curie de la greigite se situe entre 297 °C et 527 °C, mais ces valeurs doivent être prises avec précaution, la greigite se décomposant partiellement à partir de 282 °C et une chute de la magnétisation étant observée entre 270 °C et 350 °C,.

#### Structure électronique
La greigite est un composé à valence mixte composé de deux ions ferriques FeIII et d'un ion ferreux FeII, les deux fers étant dans un état haut spin. La structure électronique de la greigite est celle d'un demi-métal, elle agit comme un conducteur d'électron dans une des orientations du spin et comme un isolateur dans la direction opposée.

## Gîtes et gisements

### Gîtologie et minéraux associés
La greigite peut se trouver dans les veines hydrothermales à l'état primaire et dans les lits lacustres.

### Gisements producteurs de specimens remarquables
| Île de la Déception, Antarctique · Mine Capillitas, Argentine · Mine Alacrán, Chili · Baocun Au et Chaoshan Au, Chine · Shuizhuling, Chine · iaoxinancha, Chine · Mine Kendekeke et Yemaquan, Chine · Mine Huangbuling, Chine · Hatrurim, Israël · Zapadno-Ozernoye, Russie |

| La Mallieue, Belgique · Quistiave, France · Mine Matra, France · Le Boucheron, France · Mine Bel Air, France · Mine Poggio San Vittore, Italie · Montemesola, Italie · Mine Pereta, Italie · Lojane, Macédoine · Krzemianka, Pologne · Lomnice, République tchèque · Mine Treore, Royaume-Uni · Nižná Slaná, Slovaquie · Dubník, Zlatá Baňa et Vechec, Slovaquie · Carrière Lengenbach, Suisse · Kertch, Ukraine |

| Mine Namew Lake, Canada · Carrière Poudrette, Canada · Mine Leviathan, États-Unis · Pic Coyote, États-Unis · Mines U.S. Borax et Western, États-Unis · Four Corners, États-Unis · Lac Supérieur, États-Unis · Mine Nickel, États-Unis · Grotte de Lechuguilla, États-Unis |

## Croissance des minéraux

### Synthèse
La greigite a été synthétisée et caractérisée avant que le matériau ait été identifié naturellement. La synthèse de greigite a depuis été reprise de nombreuses fois, et on peut noter que diverses conditions expérimentales ont été employées, faisant varier la température, la présence ou non de dioxygène, la nature de la source de soufre et le pH. Néanmoins, on remarque qu'il est nécessaire à chaque fois d'avoir en solution de la mackinawite Fe1+xS (0<x<0,11) et un pH acide pour obtenir de la greigite.

### Synthèse de nanoparticules
La synthèse de nanoparticules de greigite est particulièrement intéressante pour les propriétés magnétiques et électroniques que peuvent avoir ces nano-cristaux. Diverses méthodes de synthèse sont employées, comme la synthèse hydrothermale, la synthèse solvothermale (en), la pyrolyse de précurseurs de fer soufrés,, ou simplement la décomposition d'un complexe de fer en présence de soufre.

### Biosynthèse
Les bactéries magnétotactiques possèdent un organite, appelé magnétosome, constitué de cristaux magnétiques de greigite ou de magnétite Fe3O4,,. Ces magnétosomes, de 35 à 120 nm de long, s'alignent comme l'aiguille d'une boussole, et permettent à ces bactéries de nager le long des lignes de champs magnétiques à la recherche du milieu le plus favorable pour leur croissance. La greigite peut ainsi être préparée par biosynthèse, à l'aide de certaines bactéries appartenant aux types Desulfovibrio ou Deltaproteobacteria.